# Fairview (Oklahoma)
Fairview – miasto w Stanach Zjednoczonych, w stanie Oklahoma, w hrabstwie Major.

## Klimat
Miasto leży w strefie klimatu subtropikalnego, umiarkowanego, łagodnego bez pory suchej i z gorącym latem, należącego według klasyfikacji Köppena do strefy Cfa. Średnia temperatura roczna wynosi 16,3°C, a opady 696 mm (w tym 27,4 cm śniegu). Średnia temperatura najcieplejszego miesiąca - lipca wynosi 28,9°C, natomiast najzimniejszego stycznia 2,9°C. Najwyższa zanotowana temperatura wyniosła 45,6°C, natomiast najniższa -21,1°C. Miesiącem o najwyższych opadach jest maj o średnich opadach wynoszących 106,7 mm, natomiast najniższe opady są w styczniu i wynoszą średnio 20,3 mm.